# Kulturforum Berlin

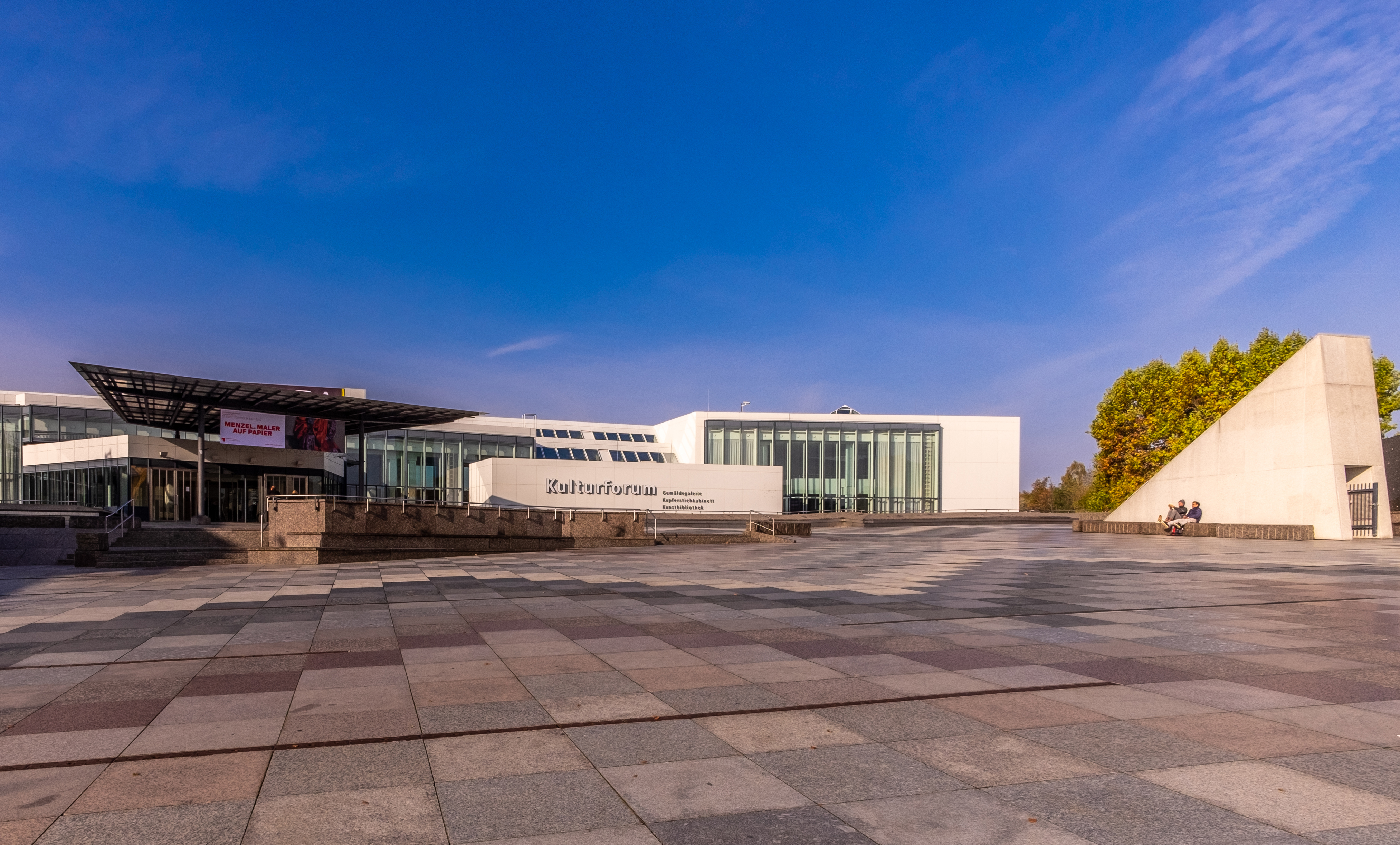
Eingang von Gemäldegalerie, Kupferstichkabinett, Kunstbibliothek und Museum für Kunst und Gewerbe im Kulturforum, 2019

Das Kulturforum im Berliner Ortsteil Tiergarten des Bezirks Mitte ist ein städtebauliches Areal zwischen Landwehrkanal, Großem Tiergarten und Potsdamer Platz, das Museen, Bibliotheken und Musiksäle umfasst.

## Entwicklungsgeschichte

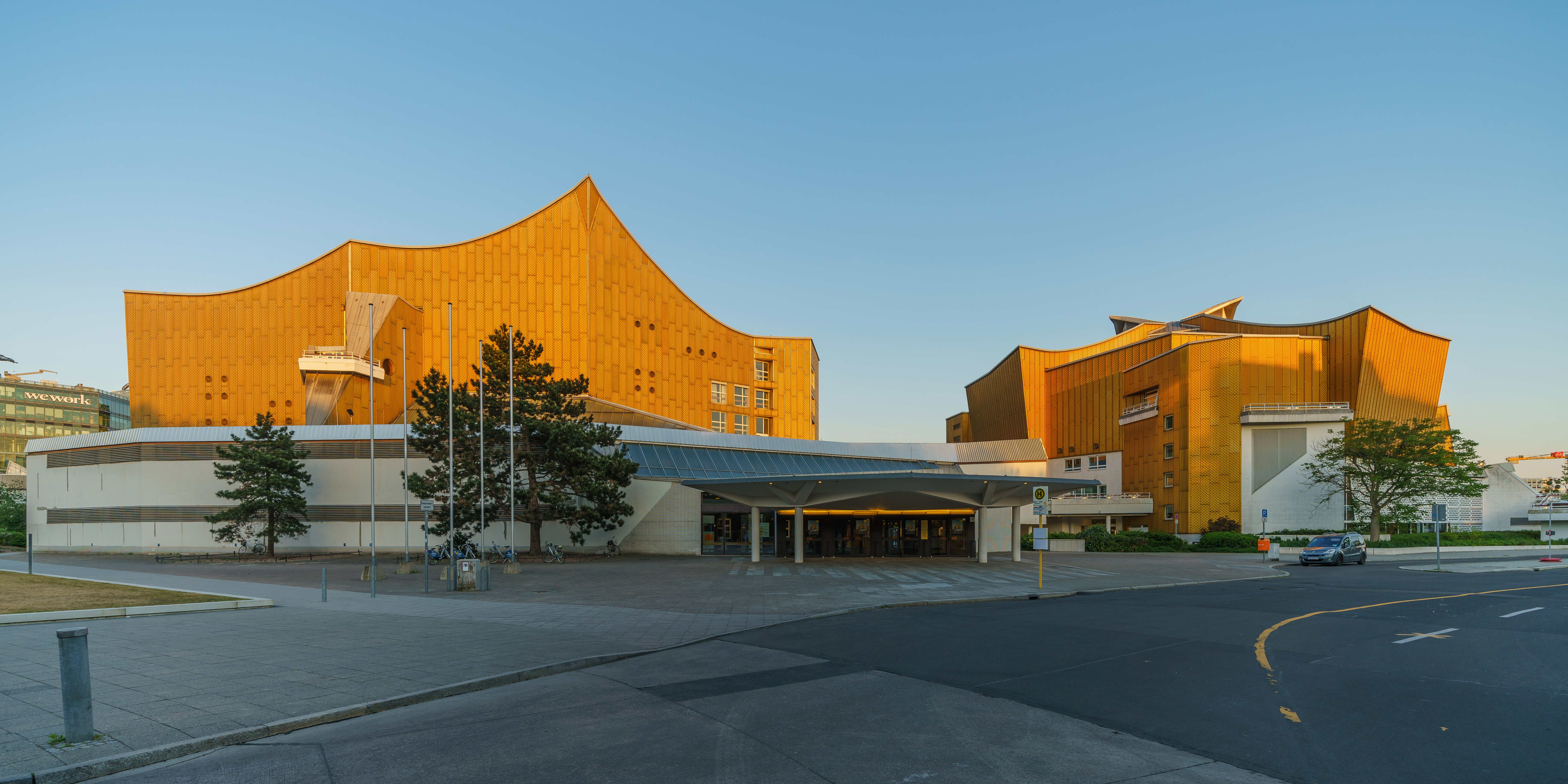
Kammermusiksaal und Philharmonie, 2018

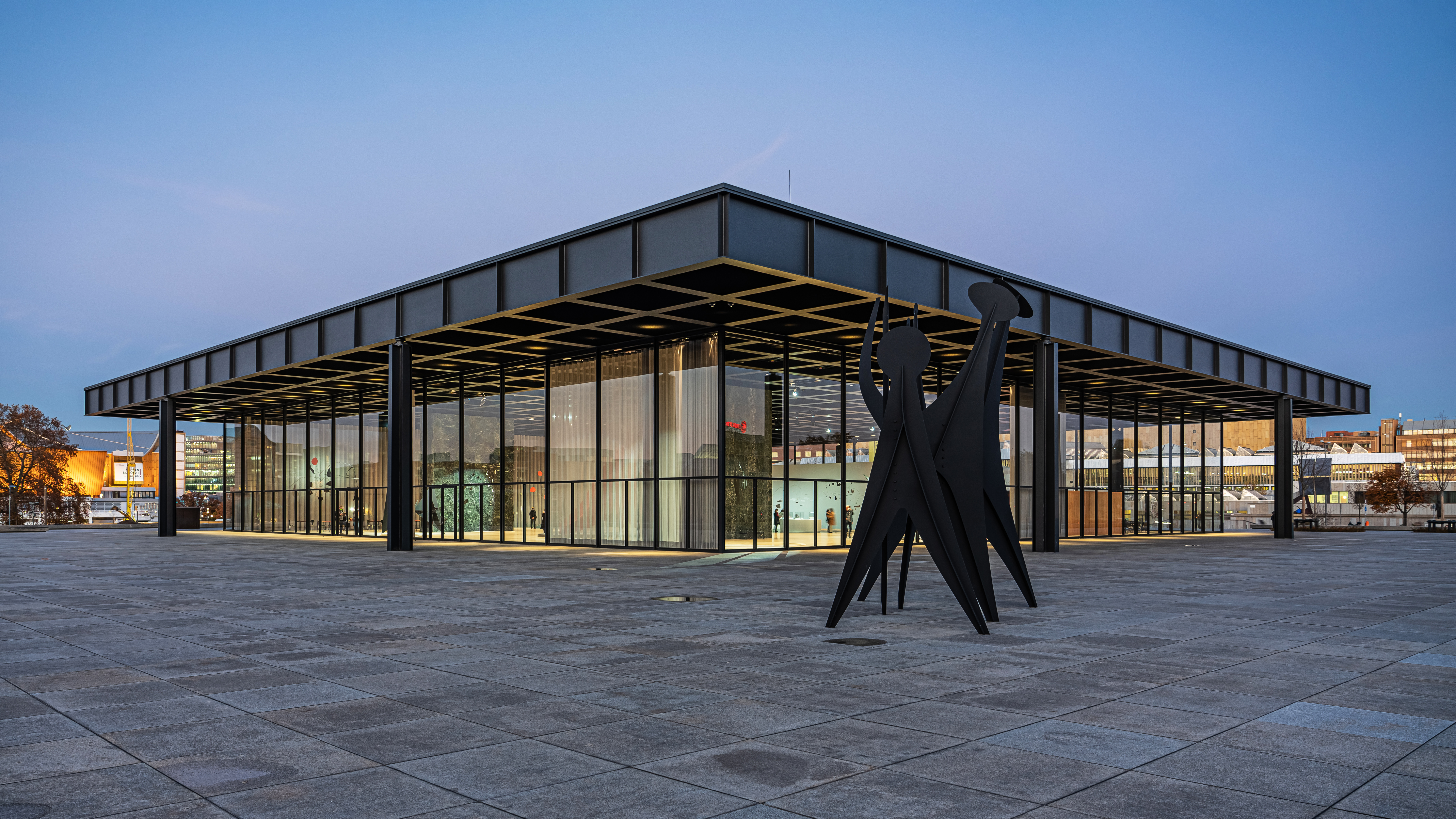
Neue Nationalgalerie, 2023

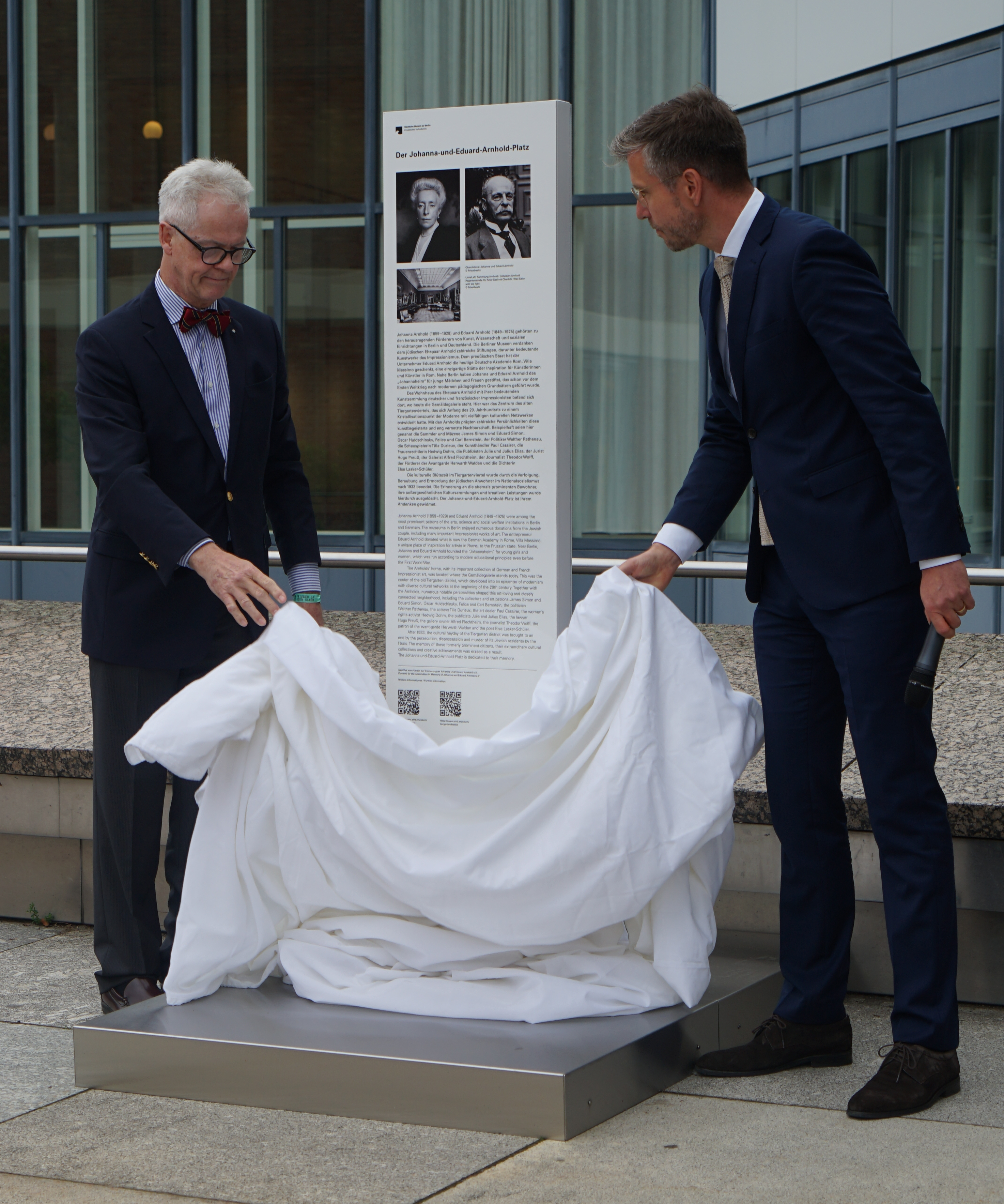
Enthüllung der Informationsstele zum Ehepaar Arnhold, 2025

Die Bebauung des ehemaligen gründerzeitlichen Villenviertels am südlichen Rand des Tiergartens war bereits unter den Nationalsozialisten im Rahmen der geplanten Umgestaltung Berlins zur „Welthauptstadt Germania“ großflächig abgerissen worden. Weitere Zerstörungen brachte der Zweite Weltkrieg. Nach der Enttrümmerung verblieb isoliert die St.-Matthäus-Kirche am Matthäikirchplatz, 1844 bis 1846 als dreischiffiger Ziegelbau durch Friedrich August Stüler errichtet, 1959/1960 durch Jürgen Emmerich nach schweren Kriegsschäden im Außenbau wiederhergestellt und innen modern ausgebaut.
Der Wettbewerb „Hauptstadt Berlin“ von 1958 führte zu der Überlegung, in West-Berlin am Rand des Tiergartens ein neues kulturelles Zentrum zu errichten. Es sollte zusammen mit dem historischen Zentrum im Ostteil der Stadt die Mitte eines künftigen Gesamt-Berlin bilden und Teil eines in Ost-West-Richtung verlaufenden „Kulturbandes“ sein. 1959 entschied das West-Berliner Abgeordnetenhaus, den Neubau der Philharmonie an den südlichen Rand des Großen Tiergartens zu verlegen. Der siegreiche Wettbewerbsentwurf von Hans Scharoun, der sich zunächst auf einen Standort an der Bundesallee in Wilmersdorf bezog, wurde nicht grundsätzlich überarbeitet. Nur die Erschließung des 1963 fertiggestellten Gebäudes und die Einbettung der angegliederten Bauteile wurden der veränderten Situation angepasst. Scharoun verstand die Philharmonie als Teil einer landschaftlichen Stadtanlage mit locker gruppierter Bebauung und Begrünung, die Ausdruck eines „demokratischen Gemeinschaftsgefühls“ sein sollte. Auf der Grundlage einer Ideenskizze Scharouns von 1971 entwarf dessen langjähriger Mitarbeiter Edgar Wisniewski 1979 den Kammermusiksaal der Philharmonie, der 1984–1987 ausgeführt wurde. Bereits 1979–1984 hatte Wisniewski nordöstlich neben der Philharmonie das Institut für Musikforschung mit dem Musikinstrumenten-Museum erbaut.
Im Kontext seines siegreichen Entwurfs für die Staatsbibliothek der Stiftung Preußischer Kulturbesitz (1963/1964) entwarf Hans Scharoun eine landschaftliche Stadtvision für das Kulturforum: Vor den künftigen Museen an der Westseite sollte das Forum sich wie ein Tal zu einem in etwa mittig gelegenen Gästehaus des Senats absenken, um dann nach Osten durch die sanft aufwärts gestaffelte Architektur der Staatsbibliothek abgeschlossen zu werden. Durch den Bibliotheksbau sollte das Forum auch gegen den damals geplanten Stadtautobahnabschnitt Westtangente abgeschirmt werden, dessen Trasse an der Rückseite der Bibliothek verlaufen wäre. Ausgeführt wurde der Bau der Staatsbibliothek ab 1967. Nach Scharouns Tod 1972 führte Wisniewski die Arbeiten bis zur Fertigstellung 1977 (Eröffnung: 1978) weiter. Zwischen 1965 und 1968 entstand darüber hinaus, unabhängig von Scharouns Planungen, südlich gegenüber der Philharmonie die Neue Nationalgalerie von Ludwig Mies van der Rohe. Scharouns städtebauliches Konzept wurde nicht verwirklicht. Zudem änderten sich die Rahmenbedingungen grundlegend durch den Wegfall der Stadtautobahnplanung und den mehrspurigen – das Areal zerschneidenden – Ausbau der Potsdamer Straße, die Teil der Bundesstraße 1 ist.
Da ein Wettbewerb 1965/1966, an dem sich 113 in- und ausländische Architekten beteiligten, ohne befriedigendes Ergebnis verlief, wurde 1966 Rolf Gutbrod mit den Planungen der Museen beauftragt. Sein Entwurf sah einzelne, um einen Hof gruppierte und durch einen zentralen Eingang erschlossene Baukörper vor, die nicht in Konkurrenz zu den Scharoun-Bauten treten sollten. Aufgrund starker Kritik an der Gesamtkonzeption und am 1985 fertiggestellten Kunstgewerbemuseum wurde die Planung gestoppt. In seinem siegreichen Beitrag zum internationalen Gutachterverfahren 1983 versuchte Hans Hollein, das Beziehungsgefüge durch weitere körperhafte Bauten und axiale Bezüge zu verdichten, sein Vorschlag wurde jedoch nicht umgesetzt.
Im Jahr 1987 fiel nach einem engeren Wettbewerb die Entscheidung für den Entwurf von Heinz Hilmer und Christoph Sattler zum Neubau der Gemäldegalerie, die 1992–1998 ausgeführt wurde. Für die Platzgestaltung gewann 1998 der Entwurf der Landschaftsarchitekten Valentien + Valentien, der jedoch nie vollständig umgesetzt wurde.
Durch die Bebauung des Areals am Potsdamer Platz nach der deutschen Wiedervereinigung (Städtebaulicher Wettbewerb 1991) stand das Kulturforum in einem völlig veränderten städtebaulichen Gesamtzusammenhang. Zwischenzeitlich wurde die unbebaute Freifläche in der Mitte des Kulturforums durch einen Baumhain in Quincunx-Pflanzung gestaltet.
Am 4. November 2024 wurde die bisherige Piazzetta in Johanna-und-Eduard-Arnhold-Platz umbenannt.

## Situation seit den 2000er Jahren
Das Kulturforum ist wiederholt als Negativbeispiel modernistischen Städtebaus beschrieben worden. Trotz bedeutender Einzelbauten wie der Neuen Nationalgalerie und der Philharmonie habe sich ein Platz- oder Forumscharakter und ein identitätsstiftendes Ortsbild nicht eingestellt. Dies wird der Weiträumigkeit, der Zerschneidung des Areals durch die Straßenführung, der Monofunktionalität, den fließenden Raumgrenzen sowie der Tatsache angelastet, dass die vorhandenen Gebäude einen motivisch-formalen Zusammenhang vermissen lassen.
Auch die Berliner Senatsverwaltung für Stadtentwicklung bezeichnet den gegenwärtigen Zustand als unbefriedigend. Die gebaute Realität entspreche nicht den Vorstellungen, die sich mit dem Begriff „Kulturforum“ verbinden. Wesentliche Teilbereiche eines landschaftsarchitektonischen Konzepts von 1998 seien nicht fertiggestellt worden, der schräg ansteigende Zugang zu Gemäldegalerie und Kunstgewerbemuseum sei städtebaulich und funktional fragwürdig, ergänzende Einrichtungen wie Läden, Restaurants und Cafés fehlten.
Die Analyse aller Gegebenheiten führte dazu, dass im März 2004 Grundlagen zur inhaltlichen Weiterentwicklung des Kulturforums formuliert wurden. Nach intensivem öffentlichen und fachlichem Diskurs verabschiedete am 9. März 2006 das Berliner Abgeordnetenhaus den Masterplan auf Grundlage der Scharounschen Idee einer Stadtlandschaft:

„Ziel des Plans war es daher, die landschaftliche Seite – insbesondere auch die von Scharoun gewünschte Verbindung zum Tiergarten – zu qualifizieren. Eine bauliche Ergänzung sollte nur durch eine zurückhaltende Addition weiterer Objekte erfolgen […].“

Zusätzlich wurden an der Peripherie des Geländes Flächen für private Bauprojekte ausgewiesen, die auch zur Refinanzierung der vorgeschlagenen Umbaumaßnahmen dienen sollten. Bei der Vorstellung der Planung wurde allerdings weiterhin deutlich darauf hingewiesen, dass auch der neugestaltete Stadtraum noch von der verkehrsreichen Potsdamer Straße durchschnitten werde.
Kritiker der Planungen führten an, dass der derzeitige Zustand des Kulturforums gerade aufgrund seiner nicht unkontroversen Historie erhaltenswert sei – weil so das unvollendete Kulturforum in Berlin ein „vollendetes Denkmal“ abgibt: „Auch eine leere Platzmitte hat ihren Sinn“, schreibt etwa Gabi Dolff-Bonekämper in der FAZ.
2009 und 2010 überarbeitete die Senatsverwaltung den Entwurf, mit dem die Landschaftsarchitekten Valentien + Valentien 1998 den Wettbewerb rund um die Gemäldegalerie gewonnen hatten. Der Entwurf wurde zusammen mit den Akteuren des Kulturforums weiterentwickelt und bildet seitdem die Grundlage der Planungen am Kulturforum.
Durch die 2015 begonnenen Planungen der Stiftung Preußischer Kulturbesitz für einen Museumsneubau auf der zentralen Freifläche, die ursprünglich für Scharouns Gästehaus vorgesehen war, ist das Kulturforum wieder in den Fokus der Öffentlichkeit gelangt. Das geplante berlin modern nach dem Entwurf des Schweizer Architekturbüros Herzog & de Meuron (geplante Bausumme: 450 Millionen Euro) wurde auch im Hinblick auf die schwierige städtebaulichen Situation sowie der wenig nachhaltigen Gestaltung kontrovers diskutiert und inzwischen angepasst. Der Bebauungsplan und die laufende Umgestaltung des Freiraums am Kulturforum wurden für das neue Museumsgebäude entsprechend abgeändert.
Im Juli 2023 entstand die „Baumschule Kulturforum“, eine künstlerisch-gärtnerische Rauminstallation zwischen Philharmonie und dem im Bau befindlichen berlin modern. Sie geht auf den Leiter der Neuen Nationalgalerie, Klaus Biesenbach, sowie das Atelier le Balto zurück. Die Baumschule soll als Grünzug eine Verlängerung des Tiergartens ins Kulturforum darstellen und ganz praktisch die Aufenthaltsqualität des Ortes erhöhen.

Ansicht des Portalbereichs des Kulturforums
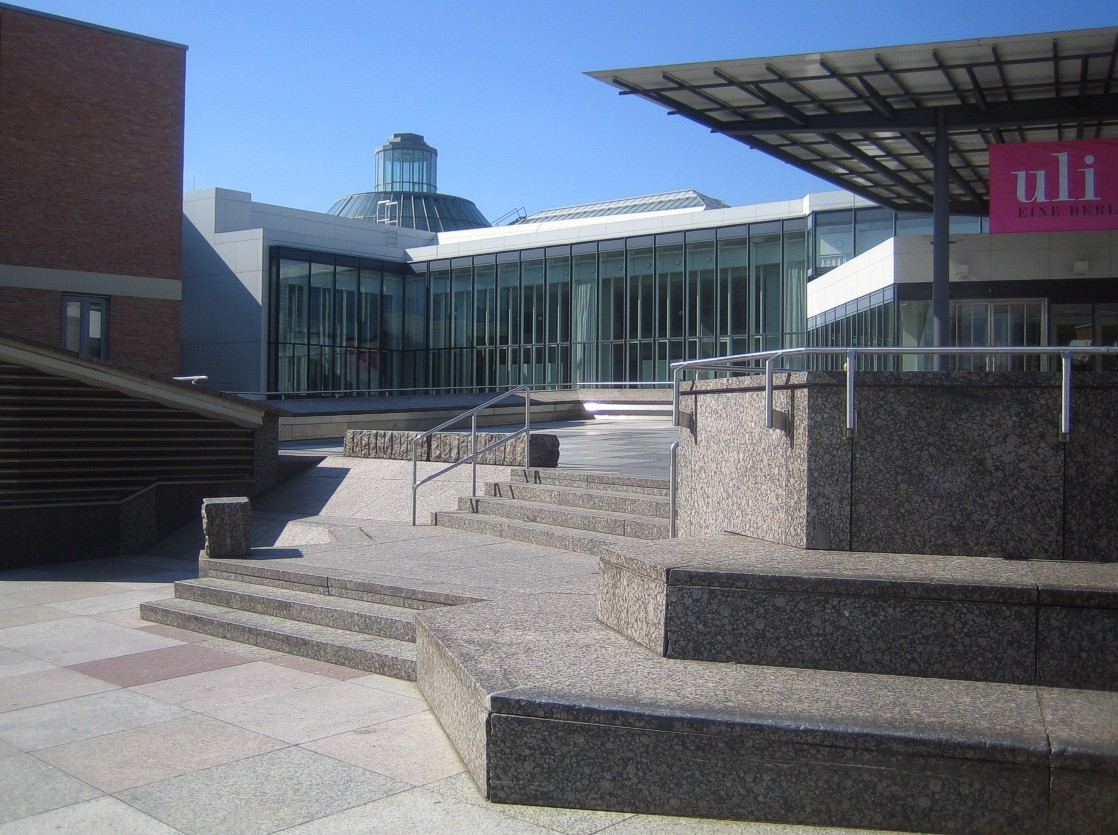
Haupteingang der Museen
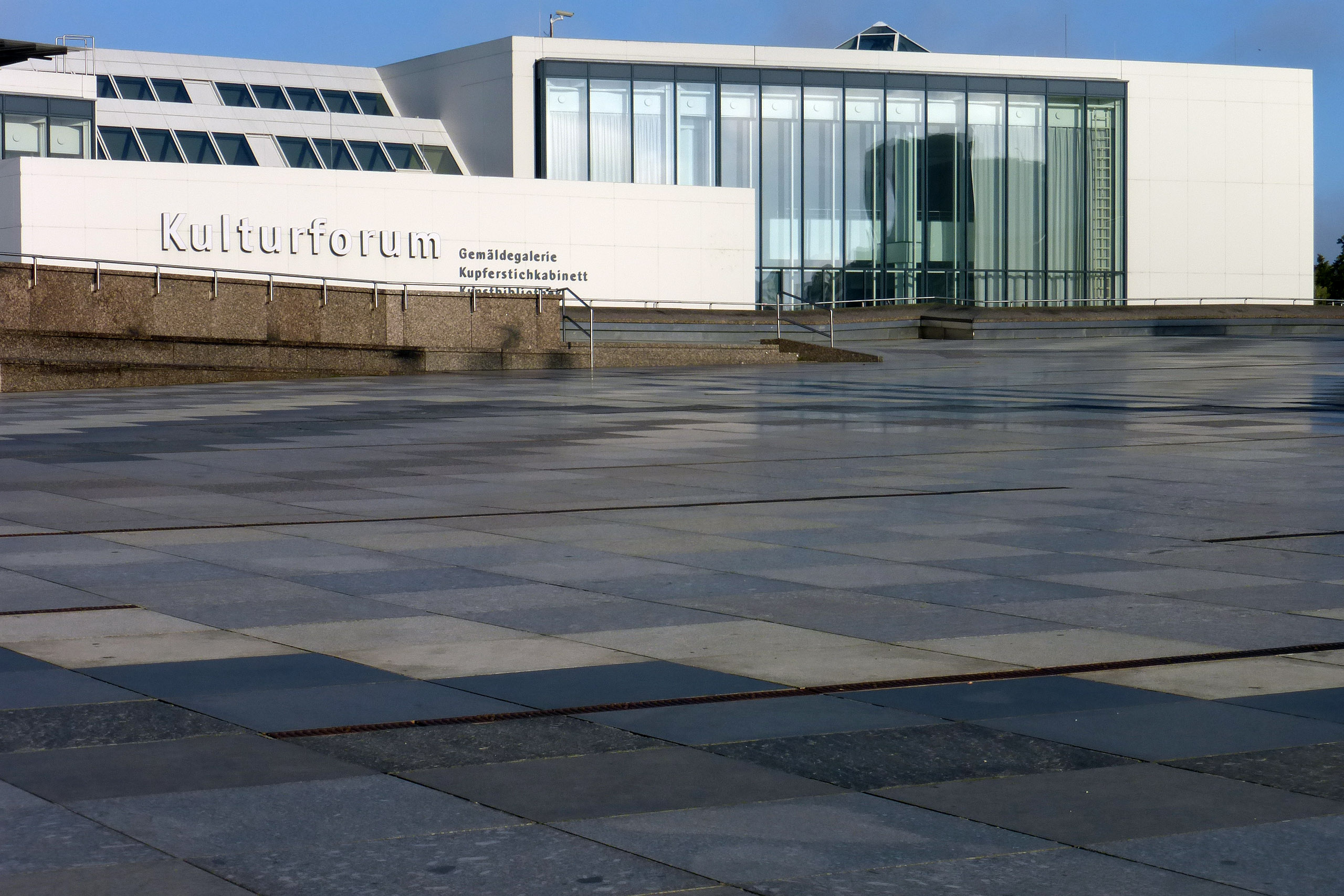
Fassade der Gemäldegalerie am Kulturforum Berlin mit Vorplatz
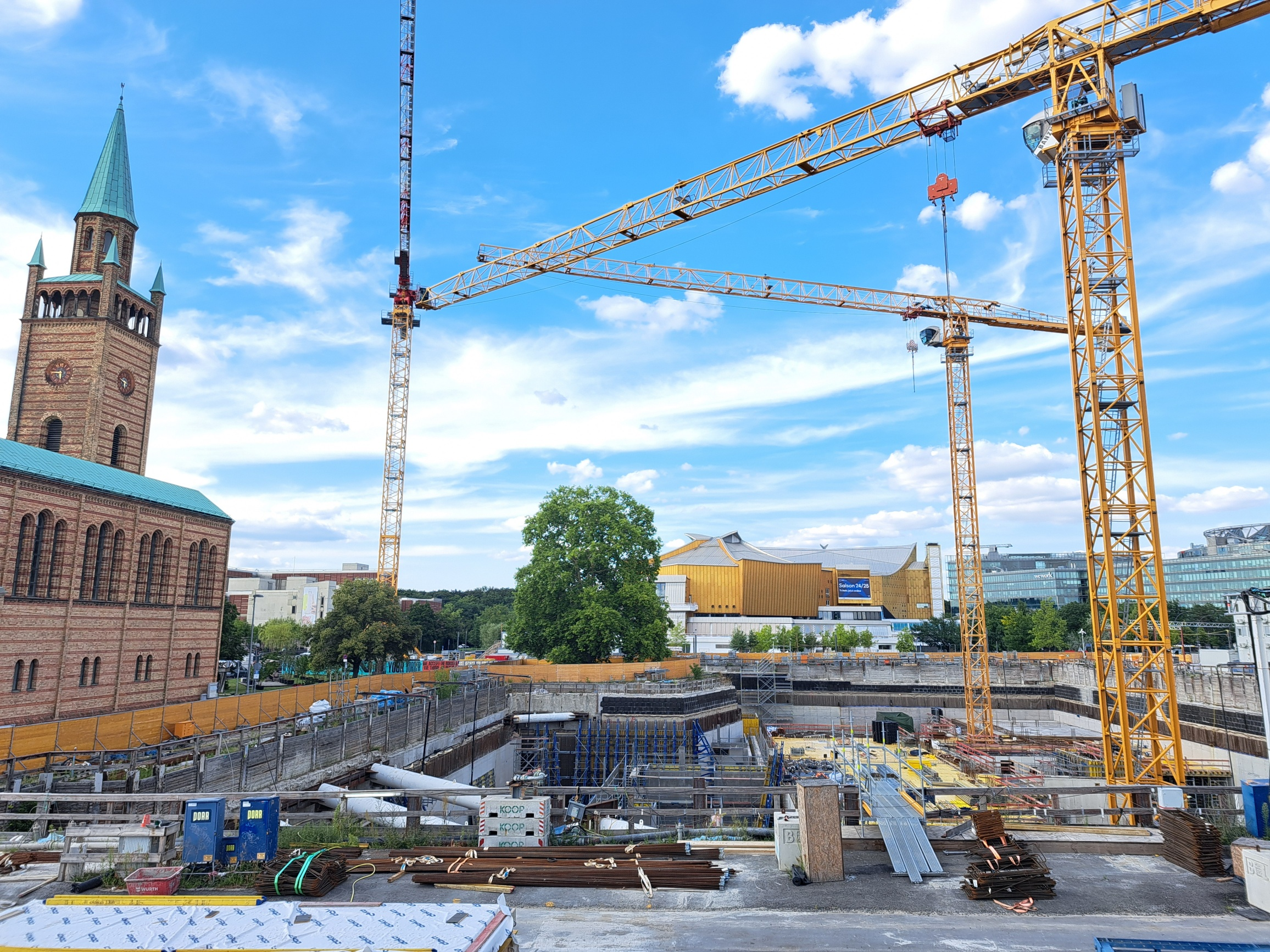
Auf der ehemaligen mittleren Freifläche: Baustelle des berlin modern
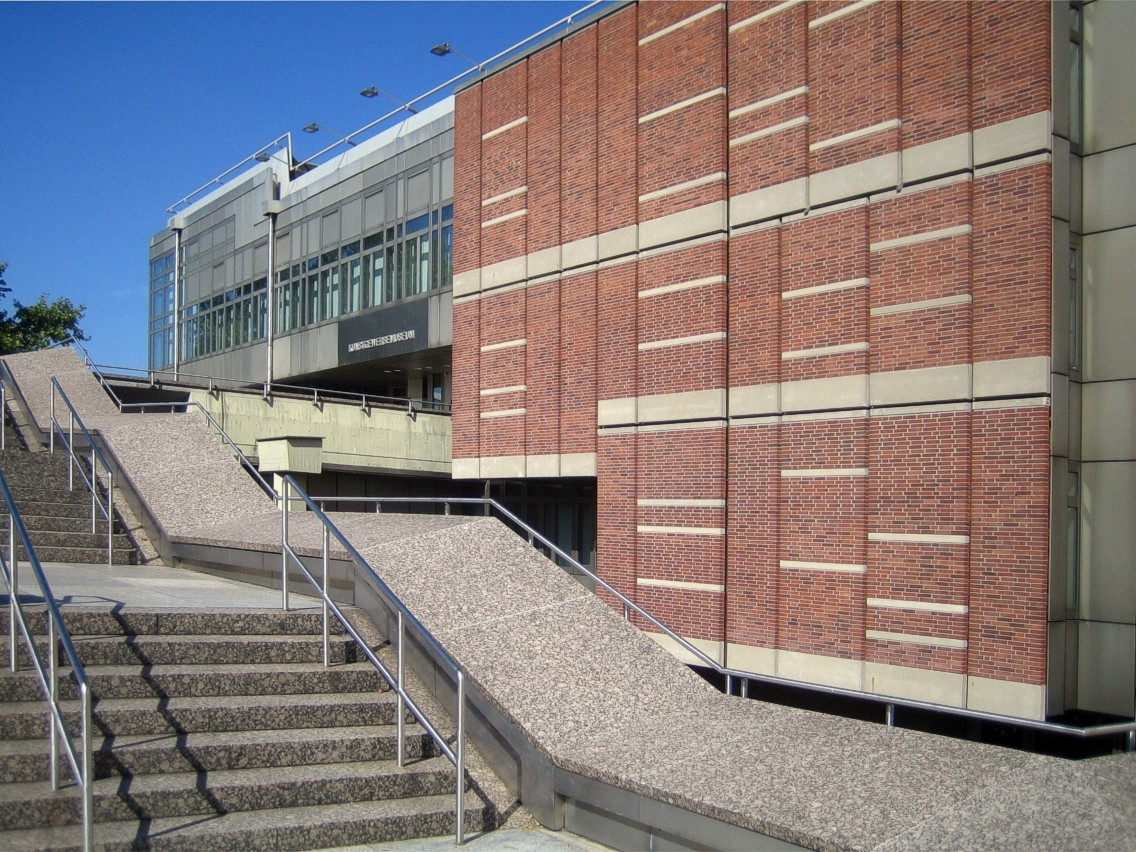
Aufgang zum Kunstgewerbemuseum
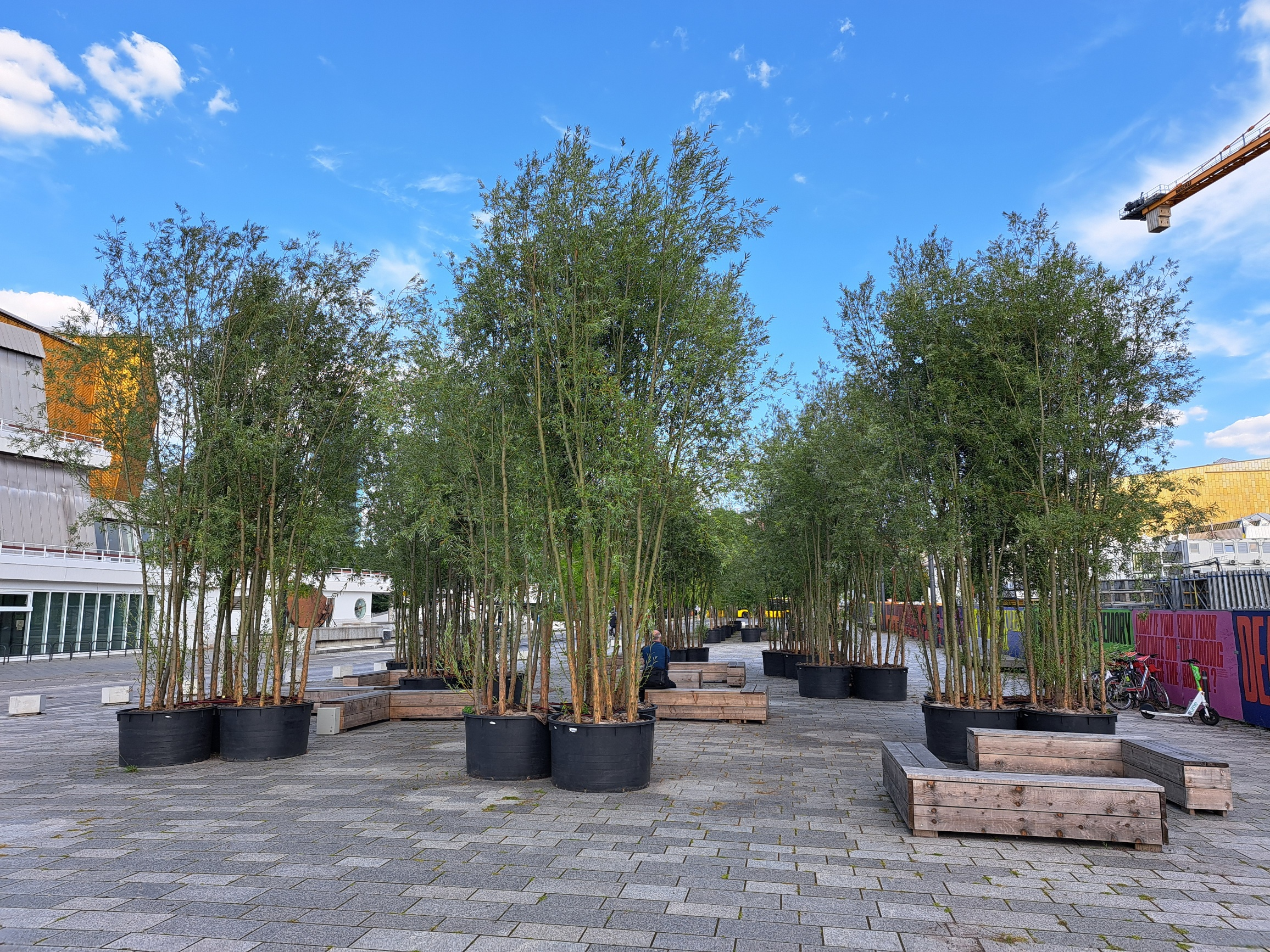
„Baumschule“ zwischen Philharmonie und im Bau befindlichen berlin modern
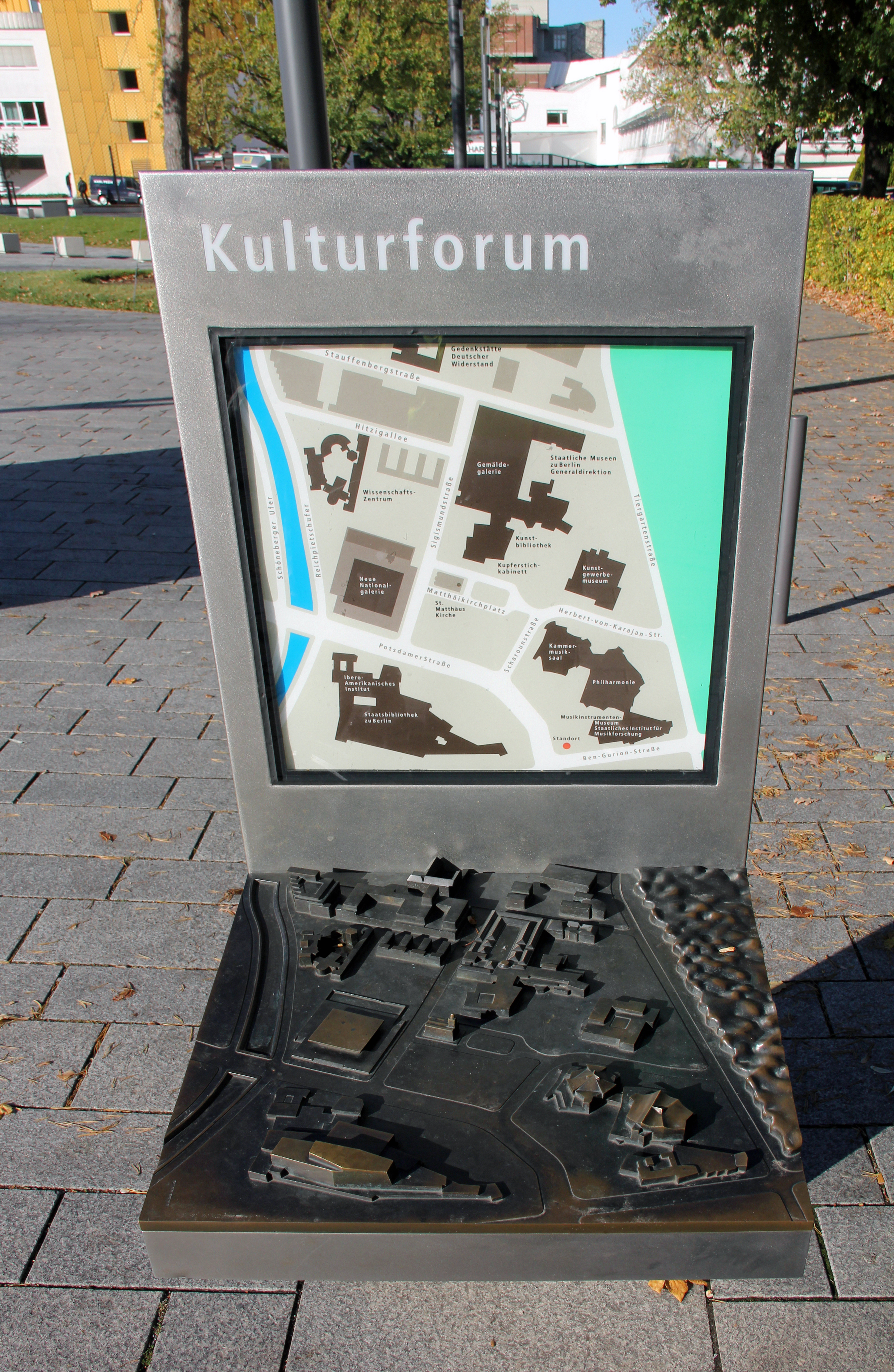
Modell des Kulturforums

## Museen
- Neue Nationalgalerie (1965–1968, Ludwig Mies van der Rohe)
- Musikinstrumenten-Museum (1979–1984, Edgar Wisniewski)
- Kunstgewerbemuseum (1978–1985, Rolf Gutbrod)
- Kupferstichkabinett (1987–1992, Rolf Gutbrod)
- Kunstbibliothek (1987–1992, Rolf Gutbrod)
- Gemäldegalerie (1992–1998, Hilmer & Sattler und Albrecht)
- berlin modern (im Bau befindlich, Herzog & de Meuron)

## Veranstaltungsräume

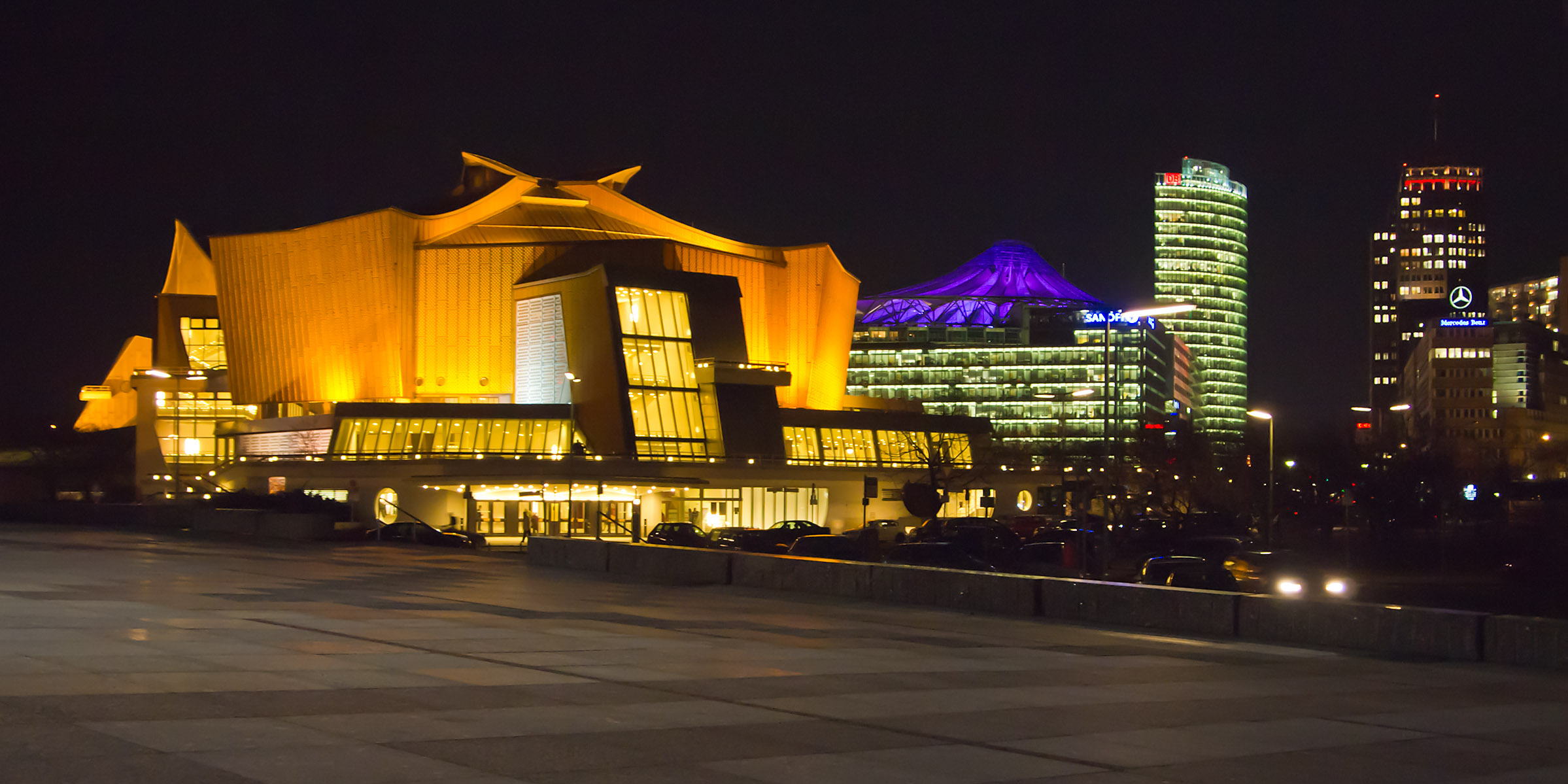
Kammermusiksaal,
im Hintergrund links: Philharmonie,
rechts dahinter: Sony Center

- Philharmonie (1960–1963, Hans Scharoun)
- Kammermusiksaal (1984–1987, Edgar Wisniewski nach Skizzen von Hans Scharoun)

## Weitere Einrichtungen
- Staatsbibliothek zu Berlin (Haus Potsdamer Straße), 1967–1978, Hans Scharoun
- Ibero-Amerikanisches Institut (IAI), 1967–1978, Hans Scharoun
- Wissenschaftszentrum für Sozialforschung (WZB), Umbau und Erweiterung 1984–1988, James Stirling, Michael Wilford & Associates
- St.-Matthäus-Kirche, 1846, Friedrich August Stüler

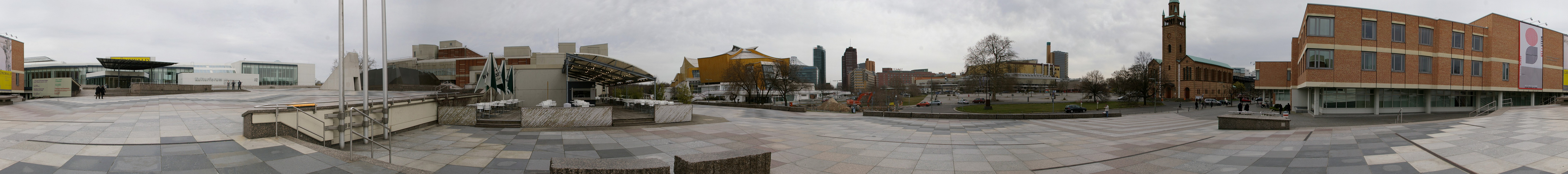
Blick über das Kulturforum